# Caloplaca hueana
Caloplaca hueana är en lavart som beskrevs av B. de Lesd. Caloplaca hueana ingår i släktet orangelavar och familjen Teloschistaceae.   Inga underarter finns listade i Catalogue of Life.